# Гибридная система (системный анализ)
Гибридные системы — математические модели систем управления, в которых непрерывная динамика, порождаемая в каждый момент времени одной из априорно заданного набора непрерывных систем, перемежается с дискретными операциями, подающими команды либо на мгновенное переключение с одной системы на другую, либо на мгновенную перестройку с заданных текущих координат на другие координаты, либо на то и другое одновременно.
Гибридная динамика системы заключается в альтернированной комбинации непрерывной динамики с дискретной. Непрерывная и дискретная составляющие системы могут включать некоторые параметры, влияющие на поведение системы.
Гибридные системы имеют значение в автомобилестроении, авиастроении, робототехнике и т. д.